# Bryce Dallas Howard
Bryce Dallas Howard (Los Angeles, Kalifornia, 1981. március 2. –) amerikai színésznő, rendező, producer és modell, Ron Howard rendező lánya.
Karrierje kezdetén apja több filmjében is szerepelt  (Vásott szülők, Apollo–13, A Grincs, Egy csodálatos elme). Ismertebb filmjei közé tartozik továbbá A falu, a Terminátor: Megváltás, illetve a Pókember 3. (utóbbiban Gwen Stacy karakterét alakította). Szerepelt még az Alkonyat – Napfogyatkozás (2010), a Jurassic World (2015) és a Jurassic World: Bukott birodalom (2018) című sikerfilmekben is.

## Élete
Los Angeles-ben született 1981. március 2-án, Cheryl Howard Crew (született Alley) és Ron Howard színész-filmrendező lányaként, négy testvér közül elsőként. Két ikerhúga van, Jocelyn és Paige, valamint egy öccse, Reed. Apai ágon nagyapja Rance Howard, nagyanyja Jean Speegle Howard, valamint Clint Howard unokahúga. Keresztapja Henry Winkler, akivel apja együtt szerepelt a Happy Days szitkomban. Bryce édesapja négy filmjében is kapott kisebb szerepeket fiatalkorában.
A New York Egyetem Tisch School of the Arts iskolájába járt, utána pedig a Broadway-n kezdett el szerepelni. Az Ahogy tetszik című darab egyik előadásán figyelt fel rá M. Night Shyamalan rendező, aki beválogatta 2004-es pszichothrillerje, A falu főszerepére, amely meghozta a lánynak az áttörést a filmiparban. 2006-ban ismét Shyamalan egyik filmjében kapott szerepet, melynek címe Lány a vízben, valamint Kenneth Branagh Ahogy tetszik-feldolgozásában is megkapta a főszerepet, amely Golden Globe-jelölést ért számára. Szintén 2006-ban írója és rendezője volt az Orchids kisfilmnek. 2007-ben Gwen Stacy szerepében tűnt fel Sam Raimi Pókember 3. című szuperhősfilmjében.
Igazán széles körben ismertté 2010-ben vált, az Alkonyat – Napfogyatkozás című vámpíros sikerfilmben, ahol Victoriát alakította, előtte 2009-ben a Terminátor: Megváltás-ban volt látható. Mindkét film sikeres volt pénzügyileg, és bár vegyes kritikai értékelést kaptak, Howard alakítását jobbára dicsérték. 2011-ben kisebb szerepeket kapott a Fifti-fifti és A segítség című filmekben. 2015-ben Chris Pratt mellett övé lett a másik főszerep, Claire Dearing karaktere a Jurassic World szuperprodukcióban, amelyben elismerően nyilatkoztak a színésznő alakításáról, és amely egyúttal az addigi legsikeresebb filmjének is bizonyult, valamint amelynek folytatásában, a Jurassic World: Bukott birodalomban újra eljátszhatta Claire szerepét.
A 2019-től futó A Mandalóri című Csillagok háborúja-sorozatban három epizód rendezőjeként vett részt (4. és 11. fejezet).

## Magánélete
Seth Gabel színésszel 2006. június 7-én házasodtak össze. 2007-ben megszületett első fiuk, Theodore, 2012-ben pedig lányuk, Beatrice.

## Filmográfia

### Film
| Év   | Magyar cím                                          | Eredeti cím                               | Szerep                           | Magyar hang        | Rendező                 |
| ---- | --------------------------------------------------- | ----------------------------------------- | -------------------------------- | ------------------ | ----------------------- |
| 1989 | Vásott szülők                                       | Parenthood                                | vörös hajú kislány               |                    | Ron Howard (1.)         |
| 1995 | Apollo–13                                           | Apollo 13                                 | sárga ruhás lány                 |                    | Ron Howard (2.)         |
| 2000 | A Grincs                                            | How the Grinch Stole Christmas            | meglepett kifalvi                |                    | Ron Howard (3.)         |
| 2001 | Egy csodálatos elme                                 | A Beautiful Mind                          | harvardi diáklány                |                    | Ron Howard (4.)         |
| 2004 |                                                     | Book of Love                              | Heather                          |                    | Alan Brown              |
| 2004 | A falu                                              | The Village                               | Ivy Elizabeth Walker             | Pikali Gerda       | M. Night Shyamalan (1.) |
| 2005 | Manderlay                                           | Manderlay                                 | Grace Margaret Mulligan          | Hámori Gabriella   | Lars von Trier          |
| 2006 | Ahogy tetszik                                       | As You Like It                            | Rozalinda                        | Kovács Patrícia    | Kenneth Branagh         |
| 2006 | Lány a vízben                                       | Lady in the Water                         | Story                            | Ruttkay Laura      | M. Night Shyamalan (2.) |
| 2007 | Pókember 3.                                         | Spider-Man 3                              | Gwen Stacy                       | Kökényessy Ági     | Sam Raimi               |
| 2008 |                                                     | Good Dick                                 | csókolózó nő (cameo)             |                    | Marianna Palka          |
| 2008 | Gyémánt könnyek                                     | The Loss of a Teardrop Diamond            | Fisher Willow                    | Major Melinda      | Jodie Markell           |
| 2009 | Terminátor: Megváltás                               | Terminator Salvation                      | Katherine "Kate" Brewster Connor | Ruttkay Laura      | McG                     |
| 2010 | Alkonyat – Napfogyatkozás                           | The Twilight Saga: Eclipse                | Victoria                         | Nemes Takách Kata  | David Slade             |
| 2010 | Azután                                              | Hereafter                                 | Melanie                          | Bogdányi Titanilla | Clint Eastwood          |
| 2011 | A segítség                                          | The Help                                  | Hilly Holbrook                   | Major Melinda      | Tate Taylor             |
| 2011 | Fifti-fifti                                         | 50/50                                     | Rachael                          | Nemes Takách Kata  | Jonathan Levine         |
| 2012 | Alkonyat: Hajnalhasadás – 2. rész (archív felvétel) | The Twilight Saga: Breaking Dawn – Part 2 | Victoria                         | Nemes Takách Kata  | Bill Condon             |
| 2015 | Jurassic World                                      | Jurassic World                            | Claire Dearing                   | Ruttkay Laura      | Colin Trevorrow (1.)    |
| 2016 | Elliott, a sárkány                                  | Pete's Dragon                             | Grace Meacham                    | Ruttkay Laura      | David Lowery            |
| 2016 | Arany                                               | Gold                                      | Kay                              | Ruttkay Laura      | Stephen Gaghan          |
| 2018 | Jurassic World: Bukott birodalom                    | Jurassic World: Fallen Kingdom            | Claire Dearing                   | Ruttkay Laura      | Juan Antonio Bayona     |
| 2019 | Rocketman                                           | Rocketman                                 | Sheila                           | Zakariás Éva       | Dexter Fletcher         |
| 2022 | Jurassic World: Világuralom                         | Jurassic World: Dominion                  | Claire Dearing                   | Ruttkay Laura      | Colin Trevorrow (2.)    |
| 2024 | Argylle: A szuperkém                                | Argylle                                   | Elly Conway                      | Bartsch Kata       | Matthew Vaughn          |
| 2025 | Az imprózós akció                                   | Deep Cover                                | Kat                              |                    | Tom Kingsley            |

Egyéb filmjei
- 2006: Orchids (rövidfilm) – filmrendező és forgatókönyvíró
- 2011: A nyugtalanság kora (Restless) – filmproducer
- 2015: Solemates (rövidfilm) – filmrendező és forgatókönyvíró
- 2019: Dads (dokumentumfilm) – filmrendező

### Televízió
| Év    | Magyar cím                      | Eredeti cím                     | Szerep               | Megjegyzések                                             |
| ----- | ------------------------------- | ------------------------------- | -------------------- | -------------------------------------------------------- |
| 2009  | Family Guy                      | Family Guy                      | több szereplő hangja | 1 epizód                                                 |
| 2013  | Öt történet az elmezavarról     | Call Me Crazy: A Five Film      | nem szerepel         | - tévéfilm - rendező (Lucy című szegmens)                |
| 2014  |                                 | HitRecord on TV                 | több szereplő        | 2 epizód                                                 |
| 2016  | Fekete tükör                    | Black Mirror                    | Lacie Pound          | - 1 epizód (Szabadesés) - magyar hangja: - Ruttkay Laura |
| 2018  | Az ítélet: család               | Arrested Development            | önmaga               | 1 epizód                                                 |
| 2019– | A Mandalóri                     | The Mandalorian                 | nem szerepel         | - rendező - 3 epizód (4., 11. és 22. fejezet)            |
| 2020  | Jurassic World: Krétakori tábor | Jurassic World: Camp Cretaceous | Claire Dearing       | archív felvétel                                          |
| 2022  | Boba Fett könyve                | The Book of Boba Fett           | nem szerepel         | - rendező - 1 epizód (5. fejezet)                        |
| 2022  | Star Wars: Históriák            | Tales of the Jedi               | Yaddle (hangja)      | - 1 epizód - magyar hangja: - Sági Tímea                 |
| 2024  | Kóbor alakulat                  | Star Wars: Skeleton Crew        | nem szerepel         | rendező (1 epizód)                                       |

### Videójátékok
| Év   | Cím                        | Szerep                  |
| ---- | -------------------------- | ----------------------- |
| 2015 | Lego Jurassic World        | Claire Dearing (hangja) |
| 2015 | Lego Dimensions            | Claire Dearing (hangja) |
| 2018 | Jurassic World Evolution   | Claire Dearing (hangja) |
| 2021 | Jurassic World Evolution 2 | Claire Dearing (hangja) |
| 2021 | Maquette                   | Kenzie                  |

### Videóklipek
| Év   | Előadó | Cím           | Megjegyzés |
| ---- | ------ | ------------- | ---------- |
| 2013 | M83    | Claudia Lewis | rendező    |

## Díjak és jelölések
- 2011 – MTV Movie Awards – legjobb küzdelmi jelenet (Alkonyat – Napfogyatkozás)
  - megnyert díj – (Xavier Samuellel és Robert Pattinsonnal megosztva)

## Fordítás
- Ez a szócikk részben vagy egészben  a   Bryce Dallas Howard című angol Wikipédia-szócikk ezen változatának fordításán alapul.  Az eredeti cikk szerkesztőit annak laptörténete sorolja fel. Ez a jelzés csupán a megfogalmazás eredetét és a szerzői jogokat jelzi, nem szolgál a cikkben szereplő információk forrásmegjelöléseként.